# Suena MYA Tour
Suena MYA Tour es la primera gira oficial de conciertos del dúo argentino MYA, realizada para promocionar su segundo álbum de estudio Suena MYA (2021). La gira comenzó el 23 de julio de 2021 en Córdoba, Argentina.

## Antecedentes
El 30 de marzo del 2021, MYA anunció a través de las redes las primeras cuatro fechas de su gira en Argentina para mayo y junio, sin embargo, reprogramaron las fechas para julio, agosto y septiembre debido a la situación de la pandemia por covid-19 en el país. Las entradas salieron a la venta 31 de marzo del mismo año. En septiembre del mismo año, TINI invitó al dúo a participar de su presentación en el Coca-Cola Music Experience Festival en Madrid, España.
El 1 de octubre del 2021, debido a la demanda, MYA anunció nuevas fechas para la gira en Argentina. A principios del 2022, se confirmó que el dúo participaría de los festivales At Park en Mar del Plata y Villa María en Córdoba.

## Actos de apertura
- Clari Ceschín (16 de diciembre de 2021).[1]

## Invitados
- TINI (7 de agosto y 9 de diciembre de 2021).
- Migrantes (7 de agosto de 2021).
- Rusherking (9 de diciembre de 2021).

## Repertorio
| Repertorio de Argentina (2021-2022) |
| --- |
| Repertorio principal: 1. «Histeriqueo» 2. «Loco por ti» 3. «Una y mil veces» 4. «4 meses» 5. «Te olvidaré» 6. «Online» 7. «25 noches» 8. «Tú» 9. «Fuiste mía» 10. «La difícil» 11. «Te vas» 12. «2:50 Remix» 13. «Te quiero x eso» 14. «BB» 15. «No bailo pa ti» 16. «Como + nadie» |

## Fechas
| América del Sur         |                       |           |                               |
| 23 de julio de 2021     | Córdoba               | Argentina | Espacio Quality               |
| 6 de agosto de 2021     | Rosario               | Argentina | Teatro Broadway               |
| 7 de agosto de 2021     | Buenos Aires          | Argentina | Teatro Ópera                  |
| 20 de agosto de 2021    | San Miguel de Tucumán | Argentina | Teatro Mercedes Sosa          |
| 21 de agosto de 2021    | San Miguel de Tucumán | Argentina | Teatro Mercedes Sosa          |
| 28 de octubre de 2021   | Buenos Aires          | Argentina | Usina del Arte                |
| 25 de noviembre de 2021 | Paraná                | Argentina | Club Echagüe                  |
| 26 de noviembre de 2021 | Rosario               | Argentina | Teatro Broadway               |
| 27 de noviembre de 2021 | Córdoba               | Argentina | Espacio Quality               |
| 28 de noviembre de 2021 | Río Cuarto            | Argentina | Opus Costanera                |
| 2 de diciembre de 2021  | San Salvador de Jujuy | Argentina | Centro Cultural Martín Fierro |
| 4 de diciembre de 2021  | San Miguel de Tucumán | Argentina | Teatro San Martín             |
| 9 de diciembre de 2021  | Buenos Aires          | Argentina | Teatro Ópera                  |
| 11 de diciembre de 2021 | Bahía Blanca          | Argentina | Don Bosco                     |
| 16 de diciembre de 2021 | Maipú                 | Argentina | Estadio Arena Maipú           |
| 17 de diciembre de 2021 | San Juan              | Argentina | Hugo Espectáculos             |
| 19 de diciembre de 2021 | Lomas de Zamora       | Argentina | Parque Eva Perón              |
| 29 de enero de 2022     | Mar del Plata         | Argentina | Club Horizonte                |
| 3 de febrero de 2022    | Mar del Plata         | Argentina | Bruto Playa Grande            |
| 11 de febrero de 2022   | Villa María           | Argentina | Anfiteatro de Villa María     |
| 5 de marzo de 2022      | Asunción              | Paraguay  | TAO Paraguay                  |
| 25 de marzo de 2022     | Río Colorado          | Argentina | Pista de Atletismo            |
| 2 de abril de 2022      | Buenos Aires          | Argentina | El Bosque                     |

### Conciertos cancelados o reprogramados
| Fecha                | Ciudad                | País      | Lugar                | Motivo |
| -------------------- | --------------------- | --------- | -------------------- | --- |
| 4 de junio de 2021   | Córdoba               | Argentina | Espacio Quality      | Reprogramados entre el 23 de julio y el 21 de agosto de 2021 debido a la emergencia sanitaria de la pandemia por el COVID-19. |
| 3 de junio de 2021   | Rosario               | Argentina | Teatro Broadway      | Reprogramados entre el 23 de julio y el 21 de agosto de 2021 debido a la emergencia sanitaria de la pandemia por el COVID-19. |
| 28 de mayo de 2021   | San Miguel de Tucumán | Argentina | Teatro Mercedes Sosa | Reprogramados entre el 23 de julio y el 21 de agosto de 2021 debido a la emergencia sanitaria de la pandemia por el COVID-19. |
| 29 de mayo de 2021   | San Miguel de Tucumán | Argentina | Teatro Mercedes Sosa | Reprogramados entre el 23 de julio y el 21 de agosto de 2021 debido a la emergencia sanitaria de la pandemia por el COVID-19. |
| 30 de mayo de 2021   | Buenos Aires          | Argentina | Teatro Ópera         | Reprogramados entre el 23 de julio y el 21 de agosto de 2021 debido a la emergencia sanitaria de la pandemia por el COVID-19. |
| 5 de febrero de 2022 | Asunción              | Paraguay  | TAO Paraguay         | Reprogramado al 5 de marzo de 2022 debido a problemas en el anfiteatro.                                                       |
| 22 de enero de 2022  | Mar del Plata         | Argentina | Club Horizonte       | Reprogramado al 29 de enero de 2022 debido al pronóstico de tiempo.                                                           |